# Ноняк Михайло Васильович
Ноняк Михайло Васильович (нар. 24 жовтня 1982, с. Манява, Богородчанський район, Івано-Франківська область, УРСР) — український політик, державний діяч. Державний службовець 2 рангу. Кандидат економічних наук. Голова Державної служби України з безпеки на транспорті з 20 квітня 2016 по 25 вересня 2019. Учасник Євромайдану (сотник другої сотні Самооборони Майдану).

## Ранні роки
Народився 24 жовтня 1982 року в сім'ї робітників. Батьки працювали в комунальних підприємствах Надвірної. Навчався в місцевій школі № 1, а згодом в школі с. Манява. Після школи вступив до Надвірнянського коледжу, займався спортом (бокс, гопак) та громадсько-політичною роботою. Будучи студентом коледжу, отримав 2002 року сертифікат тренера з рукопашу гопак від Львівського державного інституту фізичної культури і спорту імені Івана Боберського. Того ж року обраний депутатом Надвірнянської міської ради.

## Навчання та наукова діяльність
- 1998—2002 — Навчався в Надвірнянському коледжі Національного транспортного університету за спеціальністю «Обслуговування та ремонт автомобілів і двигунів», механічний факультет
- 2002 — 2007 — Навчався в Івано-Франківському національному технічному університеті нафти і газу, факультет «Буріння»
- 2014 — 2017 — Навчався в Національній академії державного управління при Президентові України, магістр з управління суспільним розвитком
- 2015 — 2019 — Навчався в Європейському університеті, аспірантура[3]
- 2020 — Отримав ступінь кандидата економічних наук[4][5]
- 2022 — н.ч. — Докторант Інституту держави і права імені В. М. Корецького Національної академія наук України

## Громадсько-політична діяльність
- 2000—2010 — Член Надвірнянської районної організації ВО «Свобода»[6]
- 2002—2006 — Депутат Надвірнянської міської ради 4-го скликання, член бюджетної комісії
- 2008—2013 — Голова Надвірнянської РО «Молода Просвіта Надвірнянщини»[7]
- 2009 — н.р. — Голова Івано-Франківської обласної організації ГО «Федерація рукопашу Гопак»[8]
- 2009—2010 — Голова Надвірнянської районної координаційної ради політичних партій та громадських організацій
- 2010—2014 — Член Надвірнянської РО «Громадянська позиція»
- 2013—2014 — Голова Надвірянської міської організації «Просвіта» ім. Т. Г. Шевченка
- 2019 — н.ч. — Голова Всеукраїнської профспілки військових, працівників правоохоронних органів та учасників бойових дій[9][10]

## Трудова та професійна діяльність
- 2002 — 2014 — Приватний підприємець

- 2014 — 2015 — Голова Комісії з реорганізації Державної податкової служби України[11]

- 2014 — 2016 — Заступник Міністра доходів і зборів України[12][13]

- 2016 — Заступник Голови Державної служби України з безпеки на транспорті[14][15]

- 2016 — 2019 — Голова Державної служби України з безпеки на транспорті. Звільнений 25 вересня 2019 року.[16][17]

- 2016 — 2021 — Голова комісії з ліквідації Державної інспекції України з безпеки на наземному транспорті[18][19]

- 2022 — н.ч. — Доцент Київського національного університету будівництва і архітектури

## Євромайдан
Під час Євромайдану брав активну участь та був сотником другої сотні. У лютому 2014 року під час проведення акцій протесту отримав легке поранення.

## Нагороди та відзнаки
- орден Святого Архистратига Михаїла I ступеня (2022 р.)
- Нагрудний знак «Почесна відзнака А4423» (2021 р.)
- Нагрудний знак «За заслуги перед Збройними Силами України» (2021 р.)
- подяка Київського міського голови (2020 р.)
- орден Святого Архистратига Михаїла II ступеня (2020 р.)[22]
- медаль «Святого апостола українського Андрія Первозванного» II ступеня (2020 р.)
- медаль «За сприяння Збройним силам України» (2020 р.)
- медаль «Честь. Слава. Держава» (2019 р.)[23]
- Почесна грамота Верховної Ради України (2019 р.)
- Пам'ятна відзнака «Річниця військової частини 2016—2017» (2019 р.)
- Пам'ятна відзнака «15 років Повітряним Силам України» (2019 р.)
- Подяка Міністерства молоді та спорту України (2018 р.)
- Грамота Профспілки Укртрансбезпеки (2018 р.)
- Медаль «За жертовність і любов до України» (2015 р.)
- Відзнака «Іменна вогнепальна зброя» — «Форт 17-05» (2014 р.).[24][25]

## Особисте життя
Одружений з Тетяною Василівною Ноняк. Подружжя виховує трьох дітей, доньок — Христину та Софію, та сина — Данила.